# Charles Howard Stirton
Charles Howard Stirton (Pietermaritzburg, 25 de noviembre de 1946) es un botánico sudafricano.

## Biografía
Sus estudios de grado, en botánica, los realizó en las universidades de Natal y Ciudad del Cabo. Obtuvo su maestría en 1973. Se unió al personal del Herbario Compton del famoso jardín botánico Kirstenbosch en 1974. Desde ese momento, y bajo la tutela de célebres botánicos como W.H.Baker, Peter Goldblatt y John Rourke inició sus investigación en el género Haemanthus. Actualmente también se halla investigando los géneros de la familia Hypoxidaceae.
Fue profesor asociado de botánica de la Universidad de Natal, botánico y director en Kew Gardens, y primer director del Jardín Botánico Nacional de Gales.

## Algunas publicaciones
- Charles Howard Stirton. 2001. Problem Plants of Southern Africa
- ----------------------. 1995. Proceedings of an international symposium organised by the British Crop Protection Council and held at the Brighton. 20 November 1995 (BCPC symposium proceedings)
- ----------------------. 1987. Advances in Legume Systematics. Part 3
- ----------------------. 1975. A Contribution to Knowledge of the Genus Eriosema (Leguminosae - Lotoideae) in Southern Africa [excluding Moçambique and Rhodesia]: Thesis ... Ed. Univ. of Natal, 182 pp.

## Membresías
- residente en la Universidad de Birmingham[2]
- Sociedad Linneana de Londres

## Eponimia
Géneros
- (Fabaceae) Stirtonanthus B.-E.van Wyk & A.L.Schutte[3]
- (Fabaceae) Stirtonia B.-E.van Wyk & A.L.Schutte[4]

Especies
- (Fabaceae) Leptolobium stirtonii (Aymard & Val.González) Sch.Rodr. & A.M.G.Azevedo[5]
- (Primulaceae) Aleuritia stirtoniana (Watt) Soják[6]
- (Rosaceae) Sorbus stirtoniana T.C.G.Rich[7]